# Maxmilián I. Habsburský
Maxmilián I., v české literatuře též jako Maximilián I. (německy Maximilian I., 22. března 1459, Vídeňské Nové Město – 12. ledna 1519, Wels) byl rakouský arcivévoda z rodu Habsburků, syn císaře Fridricha III. a Eleonory Portugalské. V letech 1493–1519 byl římským králem (zvolen ve Frankfurtu 12. února 1486 6/7 kurfiřtů, vládl od 1493), který se od roku 1508 tituloval jako zvolený císař římský (k římské korunovaci se nikdy nedostavil). Byl dvakrát ženat, nejprve s dědičkou Burgundska Marií a později s bohatou Blankou Marií z rodu Sforza. Po prvním ovdovění se oženil per procurationem ještě s Annou Bretaňskou, dědičkou bretaňského vévodství, ale manželství, které nestačil konzumovat, bylo později prohlášeno za neplatné.

## Maxmilián a jeho rodiče
Maxmiliánovi rodiče měli málo společného. Fridrich byl nemluvný starý muž s pevnými a veskrze počestnými zásadami, zabývající se astrologií, sbíráním vzácných kamenů a listin. Jeho žena, mladší o jedenadvacet let, vyrostla na portugalském královském dvoře v přepychu a nádheře. Měla laskavou povahu a příjemný vzhled. Navzdory svému mládí byla kultivovaná a vzdělaná. Eleonora císaři porodila za patnáct let manželství celkem šest dětí, z nichž první roky života přežili pouze Maxmilián a Kunhuta (Kunigunda). Císařovna zemřela, když bylo Maxmiliánovi osm let, což ho velmi zasáhlo, protože se cítil v blízkosti matky v bezpečí, starala se jak o jeho fyzický, tak psychický rozvoj. Hlubší vztah s otcem navázal až později, oba se snažili proniknout do tajů světa.
V ohrožení života se Maxmilián ocitl už v raném dětství, když se císař rozhodl přesídlit z Vídeňského Nového Města do Vídně. Tam císaře v důsledku intrik jeho bratra Albrechta uvěznili i s celou rodinou na hradě. Fridrich se rozhodně odmítl vzdát, a tak rodina v obleženém hradě trpěla hladem. V této době překonala mladá císařovna samu sebe, dodávala odvahu svému deprimovanému manželovi a vedla rozhovory se vzbouřenci. Zajetí císařovy rodiny trvalo téměř rok (1463–1464). Vysvobození jim přinesla až Albrechtova smrt.
Matka vedla své děti ke křesťanskému životu a kladla si za cíl vychovat ze svých dětí upřímné lidí a dobré křesťany. Měla jasné představy, jak by se měl budoucí císař chovat, což její muž nesplňoval (oblékal se obyčejně, stačilo mu skromné jídlo, nebyl příliš reprezentativním typem). Císař byl naopak toho názoru, že jeho žena syna příliš rozmazluje, což vedlo k mnohým dohadům mezi manželi. Fridrich za synova učitele vybral Petra Engelbrechta, jenž k dítěti rozhodně nepřistupoval láskyplně a s pochopením, měl dokonce od císaře svolení k tělesným trestům. Eleonora svého chotě přesvědčila, že je třeba nalézt pro Maxmiliána lepšího vychovatele. Syn měl po matce nadání pro jazyky, ovládal němčinu, španělštinu, italštinu, částečně angličtinu a později rychle ovládl na burgundském dvoře francouzštinu a vlámštinu. Byl nesmírně tělesně zdatný, o jeho hrdinských činech se později šířily fascinující historky (např. prý strčil hlavu do tlamy lvice). Princ ovládal lov se sokoly, což byl jeden z mála společných zájmů jeho rodičů. Proslul také jako vynikající tanečník a společník, dokonale ovládající umění konverzace, navzdory tomu, že v mládí měl určité problémy s řečí.

## Západní politika: boj o burgundské dědictví

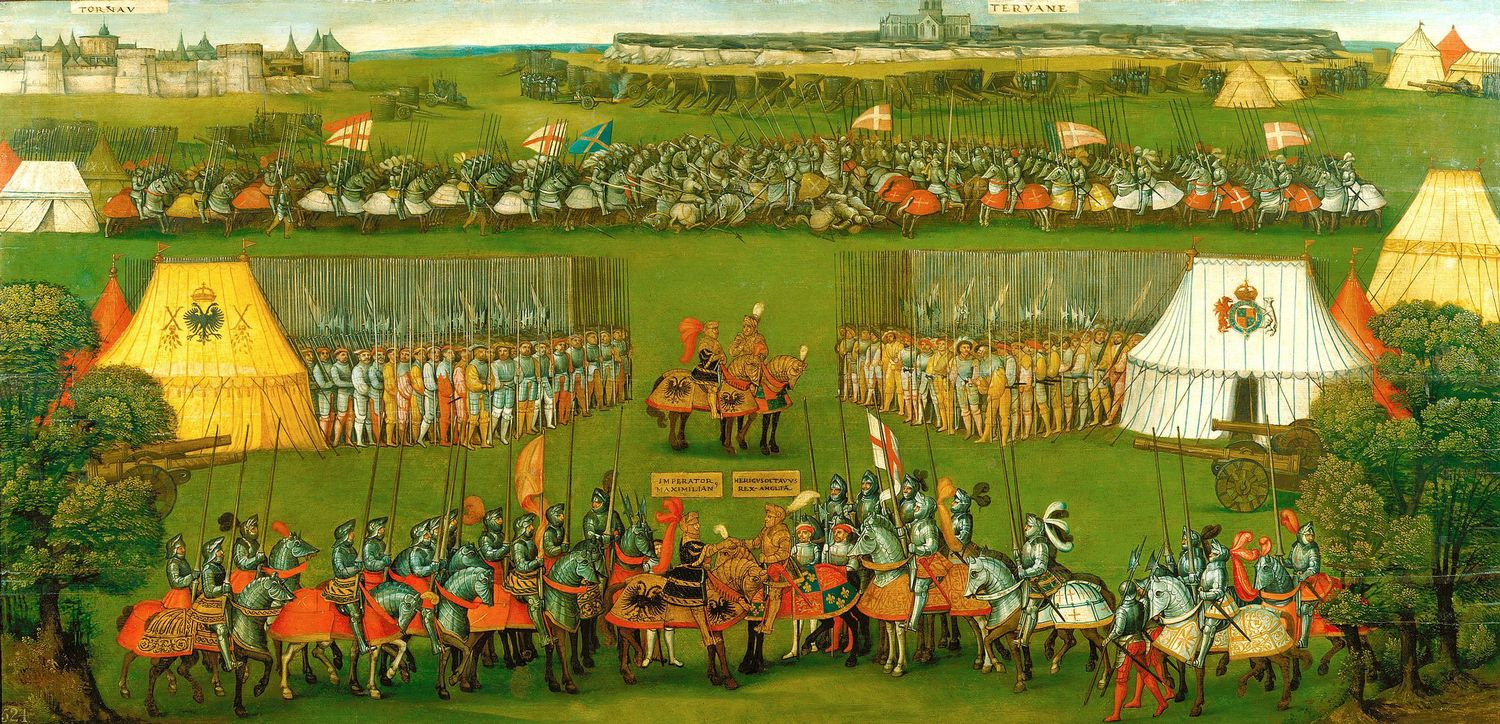
Vítězství vojsk Maxmiliána a anglického krále Jindřicha VIII. nad Francií u Guinegate roku 1513

Jako osmnáctiletý získal Maximilián na jaře 1477 první válečné zkušenosti v boji s Maďary, kteří napadli Rakousy. Brzy poté se však odebral do Nizozemí, kde se oženil s dědičkou nedávno zesnulého burgundského vévody Karla Smělého Marií Burgundskou. V létě roku 1479 porazil v bitvě vojsko francouzského krále Ludvíka XI., který si nárokoval vládu nad Burgundskem. Boj o tzv. burgundské dědictví přinesl sice Habsburkům zisk bohatých nizozemských provincií, ale zároveň je zatáhl do dlouholetých a vyčerpávajících válek s Francií, které Maximilián vedl po celou dobu své vlády.
V roce 1495 se jako spojenec Ferdinanda II. Aragonského a papeže Alexandra VI. připojil k Benátské lize – alianci protivníků francouzského vlivu v Itálii. První italská válka skončila úspěšným vypuzením vojsk Karla VIII. z Itálie.
Švýcarské vítězství nad Maxmiliánem u Dornachu roku 1499 přispělo k faktické nezávislosti Švýcarska na Svaté říši římské.

## Východní politika – za uherskou korunou

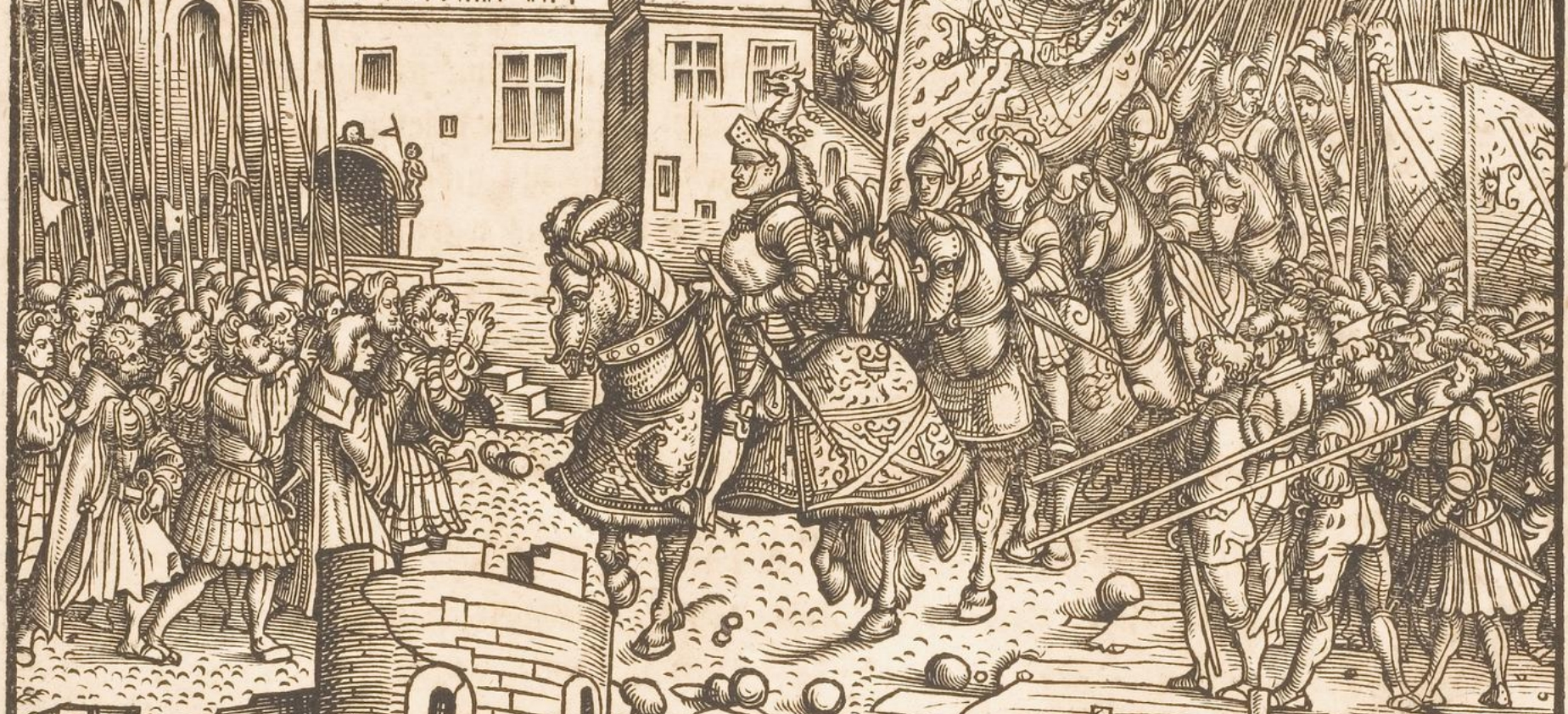
Maxmilián v rytířské zbroji na koni před obleženým městem

- 1477–1488 rakousko-uherská válka, během níž byla roku 1485 okupována Vídeň Černou armádou uherského krále Matyáše Korvína
- 1490–1491 osvobození rakouských zemí a zápas o uherskou korunu po smrti Matyáše Korvína
- 1490–1491 uzavření spojenecké smlouvy s velikým knížetem, moskevským Ivanem III. proti polskému králi Kazimíru IV. Jagellonskému
- 1491 prešpurský mír s Vladislavem Jagellonským
- 1506 sňatkové dohody s Vladislavem Jagellonským
- 1515 vídeňské smlouvy – nové potvrzení vzájemných sňatků Vladislavových dětí s vnuky Maximiliána I.

## Křížová výprava
Maximilián byl velkým politickým fantastou a snílkem. Spřádal grandiózní politické plány, jež mu především měly zajistit územní zisky bez jeho osobní vojenské účasti. Celý život pomýšlel na uspořádání křížové výpravy proti Osmanským Turkům a jejich expanzi na Balkáně. Nikdy ji však nerealizoval, neboť mu to nedovolilo zaneprázdnění jinými naléhavými úkoly a také nedostatek peněz a vojska, se kterým se potýkal po celou svoji vládu.

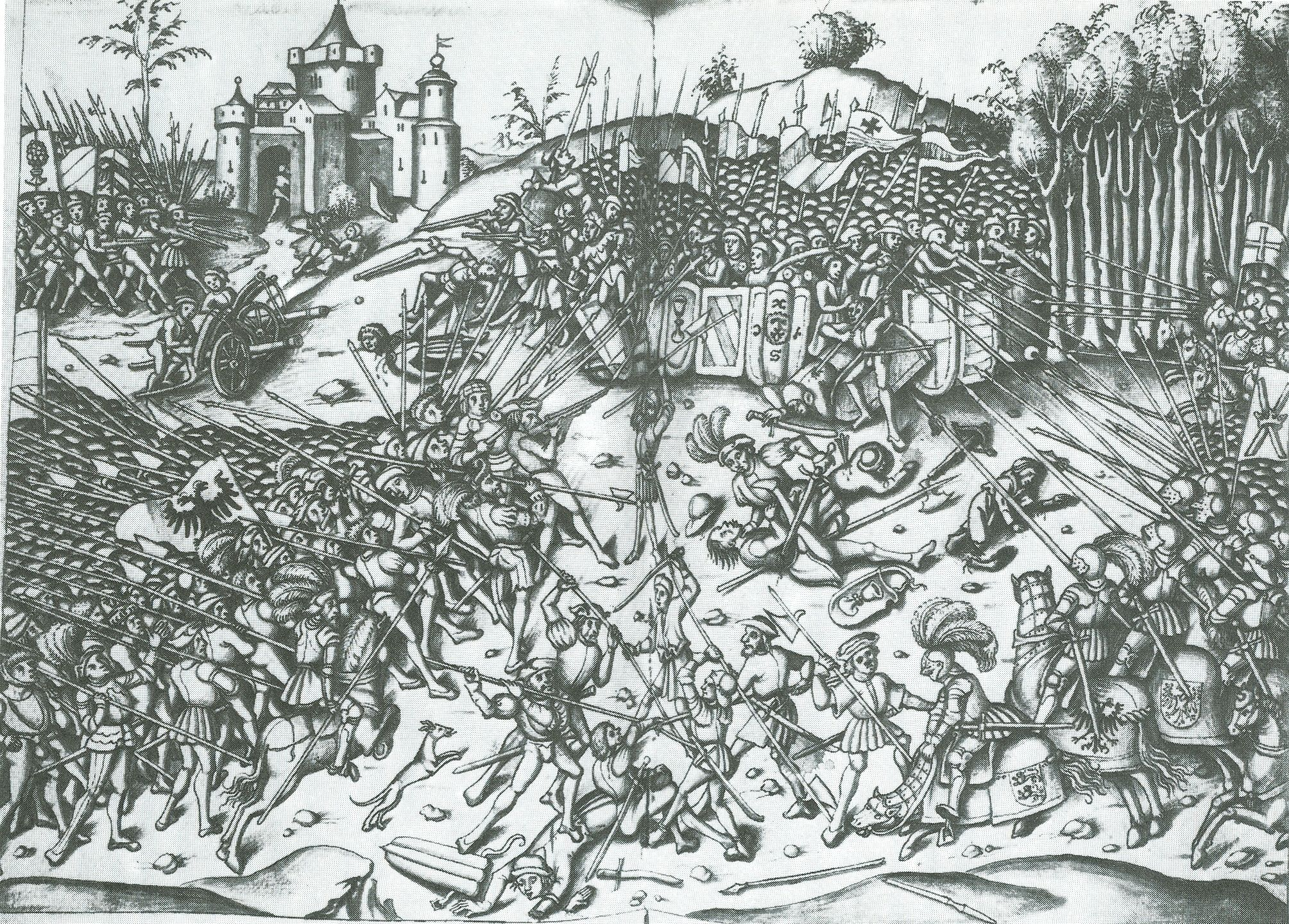
Výjev z bitvy u Schönbergu

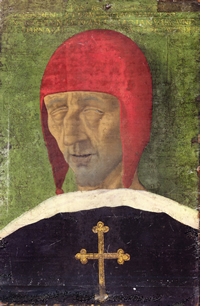
Posmrtný portrét

## Bitva u Schönbergu
V bitvě u Schönbergu, ke které došlo v závěru války o landshutské dědictví v roce 1504, Maxmilián toužící po boji v čele svých lancknechtů a rytířské jízdy napadl a porazil české žoldnéře vracející se domů z Německa. Byla to poslední bitva, ve které čeští válečníci použili husitskou bojovou taktiku včetně tzv. vozových hradeb, které ovšem nemohli v této bitvě plně využít. V bitvě zahynulo na 1600 Čechů, ale Maxmilián ocenil statečnost nepřítele a 700 přeživších zajatců nechal okamžitě po bitvě propustit, aniž by požadoval zaplacení výkupného. Maxmilián si vítězství nad obávanými českými kacíři velmi cenil a výjev z této bitvy se nachází na čestném místě na jeho sarkofágu v Innsbrucku.

## Vláda
Na Říšském sněmu ve Wormsu, který byl svolaný roku 1495, došlo ke snaze Maxmiliána o posílení pozice císaře tzv. Maxmiliánovými reformami, který zesílily centralizaci říše a zřídily stálé celoněmecké instituce jako např. Říšskou kancelář, Říšskou dvorní radu a Říšský komorní soud. Byl vyhlášen tzv. „věčný zemský mír“, který omezil vedení soukromých válek mezi šlechtou.
V roce 1496 nařídil Maximilián I. vyhnání všech Židů ze Štýrska a Vídeňského Nového Města.

## Smrt a hrob

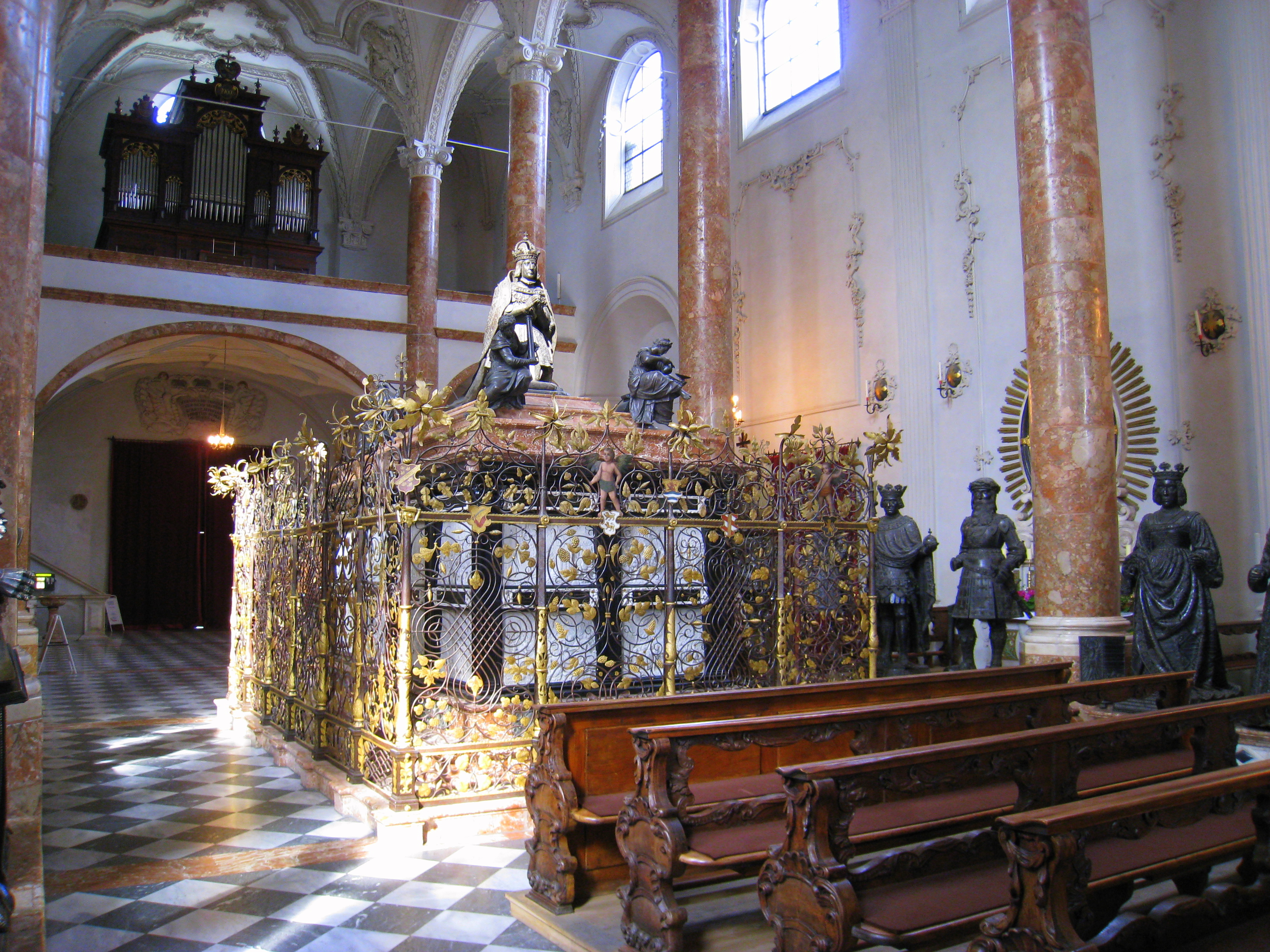
Maxmiliánův kenotaf v Hofkirche v Innsbrucku

Maxmilián I. zemřel na hradě Wels, ale podle svého testamentu chtěl být pohřben bez balzamování těla v kapli sv. Jiří svého hradu ve Vídeňském Novém Městě, a to pod stupni hlavního oltáře, oblečen prostě do rytířského oděvu člena Řádu sv. Jiří (černý plášť s křížem). Podle posmrtného portrétu byla jeho závěť splněna. Nedokončený Vischerův mnohafigurový náhrobek v dvorním kostele v Innsbrucku tak zůstal pouhým kenotafem a památníkem dynastie.

## Potomci
Filip Sličný se narodil v Bruggách z manželství Maxmiliána a vévodkyně Marie Burgundské. Od roku 1504 byl spoluvládcem své manželky Jany Kastilské ve španělské Kastilii.
Maxmiliánův vnuk Karel V. byl císařem římským, vévodou burgundským a prvním králem španělským z dynastie Habsburků.
Maxmiliánův druhý vnuk Ferdinand I. Habsburský byl rakouský arcivévoda a od roku 1526 český a uherský král.

## Vývod z předků
|                         |                          |  |                     |                            |  |  |  |  |  |  |  | Albrecht II. Moudrý |
|                         |                          |  |                     |                            |  |  |  |  |  |  |  |                     |
|                         | Leopold III. Habsburský  |  |                     |                            |  |  |  |  |  |  |  |                     |
|                         |                          |  |                     |                            |  |  |  |  |  |  |  |                     |
|                         |                          |  |                     | Johana z Pfirtu            |  |  |  |  |  |  |  |                     |
|                         |                          |  |                     |                            |  |  |  |  |  |  |  |                     |
|                         | Arnošt Habsburský        |  |                     |                            |  |  |  |  |  |  |  |                     |
|                         |                          |  |                     |                            |  |  |  |  |  |  |  |                     |
|                         |                          |  |                     | Barnabáš Visconti          |  |  |  |  |  |  |  |                     |
|                         |                          |  |                     |                            |  |  |  |  |  |  |  |                     |
|                         | Viridis Viscontiová      |  |                     |                            |  |  |  |  |  |  |  |                     |
|                         |                          |  |                     |                            |  |  |  |  |  |  |  |                     |
|                         |                          |  |                     | Beatrix Regina Scaligerová |  |  |  |  |  |  |  |                     |
|                         |                          |  |                     |                            |  |  |  |  |  |  |  |                     |
|                         | Fridrich III. Habsburský |  |                     |                            |  |  |  |  |  |  |  |                     |
|                         |                          |  |                     |                            |  |  |  |  |  |  |  |                     |
|                         |                          |  |                     | Zemovít III. Mazovský      |  |  |  |  |  |  |  |                     |
|                         |                          |  |                     |                            |  |  |  |  |  |  |  |                     |
|                         | Zemovít IV. Mazovský     |  |                     |                            |  |  |  |  |  |  |  |                     |
|                         |                          |  |                     |                            |  |  |  |  |  |  |  |                     |
|                         |                          |  |                     | Eufémie Opavská            |  |  |  |  |  |  |  |                     |
|                         |                          |  |                     |                            |  |  |  |  |  |  |  |                     |
|                         | Cimburgis Mazovská       |  |                     |                            |  |  |  |  |  |  |  |                     |
|                         |                          |  |                     |                            |  |  |  |  |  |  |  |                     |
|                         |                          |  |                     | Algirdas                   |  |  |  |  |  |  |  |                     |
|                         |                          |  |                     |                            |  |  |  |  |  |  |  |                     |
|                         | Alexandra Litevská       |  |                     |                            |  |  |  |  |  |  |  |                     |
|                         |                          |  |                     |                            |  |  |  |  |  |  |  |                     |
|                         |                          |  |                     | Uljana Tverská             |  |  |  |  |  |  |  |                     |
|                         |                          |  |                     |                            |  |  |  |  |  |  |  |                     |
| Maxmilián I. Habsburský |                          |  |                     |                            |  |  |  |  |  |  |  |                     |
|                         |                          |  |                     |                            |  |  |  |  |  |  |  |                     |
|                         |                          |  | Petr I. Portugalský |                            |  |  |  |  |  |  |  |                     |
|                         |                          |  |                     |                            |  |  |  |  |  |  |  |                     |
|                         | Jan I. Portugalský       |  |                     |                            |  |  |  |  |  |  |  |                     |
|                         |                          |  |                     |                            |  |  |  |  |  |  |  |                     |
|                         |                          |  |                     | Teresa Lourenço            |  |  |  |  |  |  |  |                     |
|                         |                          |  |                     |                            |  |  |  |  |  |  |  |                     |
|                         | Eduard I. Portugalský    |  |                     |                            |  |  |  |  |  |  |  |                     |
|                         |                          |  |                     |                            |  |  |  |  |  |  |  |                     |
|                         |                          |  |                     | Jan z Gentu                |  |  |  |  |  |  |  |                     |
|                         |                          |  |                     |                            |  |  |  |  |  |  |  |                     |
|                         | Filipa z Lancasteru      |  |                     |                            |  |  |  |  |  |  |  |                     |
|                         |                          |  |                     |                            |  |  |  |  |  |  |  |                     |
|                         |                          |  |                     | Blanka z Lancasteru        |  |  |  |  |  |  |  |                     |
|                         |                          |  |                     |                            |  |  |  |  |  |  |  |                     |
|                         | Eleonora Portugalská     |  |                     |                            |  |  |  |  |  |  |  |                     |
|                         |                          |  |                     |                            |  |  |  |  |  |  |  |                     |
|                         |                          |  |                     | Jan I. Kastilský           |  |  |  |  |  |  |  |                     |
|                         |                          |  |                     |                            |  |  |  |  |  |  |  |                     |
|                         | Ferdinand I. Aragonský   |  |                     |                            |  |  |  |  |  |  |  |                     |
|                         |                          |  |                     |                            |  |  |  |  |  |  |  |                     |
|                         |                          |  |                     | Eleonora Aragonská         |  |  |  |  |  |  |  |                     |
|                         |                          |  |                     |                            |  |  |  |  |  |  |  |                     |
|                         | Eleonora Aragonská       |  |                     |                            |  |  |  |  |  |  |  |                     |
|                         |                          |  |                     |                            |  |  |  |  |  |  |  |                     |
|                         |                          |  |                     | Sancho Kastilský           |  |  |  |  |  |  |  |                     |
|                         |                          |  |                     |                            |  |  |  |  |  |  |  |                     |
|                         | Eleonora z Alburquerque  |  |                     |                            |  |  |  |  |  |  |  |                     |
|                         |                          |  |                     |                            |  |  |  |  |  |  |  |                     |
|                         |                          |  |                     | Beatrix z Alburquerque     |  |  |  |  |  |  |  |                     |
|                         |                          |  |                     |                            |  |  |  |  |  |  |  |                     |